# Domagojevići
Domagojevići so bili hrvaška vladarska dinastija, ki je v 9. stoletju med letoma 864 in 892 s krajšo prekinitvijo vladala Primorski Hrvaški. Ime je dobila po knezu Domagoju, ki je prišel na oblast leta 864 po smrti kneza Trpimirja, začetnika dinastije Trpimirović. Domagojevići so bili bolj usmerjeni proti Rimu, Trpimirovići pa proti Konstantinoplu.

## Zgodovina
Po redkih virih iz tistega časa so Domagojevići izvirali iz južne Dalmacije. Sredi 9. stoletja so imeli posesti na območju Knina. Ko je leta 864 umrl hrvaški knez Trpimir, naj bi ga na prestolu nasledil eden od njegovih sinov, a se je v dogodke vmešal Domagoj in na silo sam prevzel oblast. Vladal je približno 12 let. Po smrti leta 876 ga je nasledil eden od njegovih sinov, po nekaterih virih Ilko, po drugih Inoslav.
Leta 878 je prišlo do ponovnega državnega udara, v katerem je s pomočjo Bizantincev namesto Domagojevićev na oblast za kratek čas prišel knez Zdeslav iz dinastije Trpimirović. Naslednje leto so na oblast ponovno prišli Domagojevići, in sicer knez Branimir, ki je imel podporo papeža. Branimirjevo poreklo ni natančno znano. Nekateri viri trdijo, da je bil Domagojev sin ali član njegove družine. 
Branimir je v Primorski Hrvaški vladal do začetka zadnjega desetletja 9. stoletja. Leta 892 je na prestol prišel Trpimirović Muncimir (Mucimir, Mutimir), kar je hkrati pomenilo konec rivalstva med obema vladarskima hišama in dokončni sestop Domagojevićev s političnega in družbenega prizorišča. 
Vladavina Domagojevićev ni pomenila le menjave dinastije, temveč tudi temeljito spremembo politične in strateške usmeritve srednjeveške hrvaške države. Bila je tudi pokazatelj razmerja sil v njej. Medtem ko so se prvi Trpimirovići bolj zanašali na Bizantinsko cesarstvo, so bili Domagojevići usmerjeni na Zahod, predvsem na papeža. V njihovem času se je Hrvaška okrepila in utrdila svojo neodvisnost, tako v odnosu do Bizanca kot v odnosu do frankovske države in Benečanov. 

## Vladarji
- Domagoj (864–876)
- Iljko, Domagojev sin ali sorodnik (876–878)
- Branimir (879–892)

## Sklic
1. ↑  Rudolf Horvat. Povijest Hrvatske I.

## Vir
- Goldstein, Ivo (1995). Hrvatski rani srednji vijek (v hrvaščini). Zagreb : Novi Liber. str. 260. COBISS 37481985. ISBN 953-6045-02-8.